# Mikaela Hoover
Mikaela Mehrizi Hoover (Colbert, 12 luglio 1984) è un'attrice statunitense.

## Biografia

### Primi anni
Mikaela Hoover è nata a Colbert, Washington, da Frank R. Hoover e Nancy Mehrizi, in una famiglia di discendenze persiane, italiane e spagnole. Ha iniziato a prendere lezioni di danza all'età di due anni e recitato sin da bambina in spettacoli teatrali scolastici e spot pubblicitari locali; successivamente è stata ammessa al programma teatrale della Loyola Marymount University di Los Angeles conseguendo un bachelor's degree in teatro con un percorso triennale.

### Carriera
Hoover ha fatto il suo debutto cinematografico nel film del 2007 Frank qua la zampa per poi ottenere un ruolo nel cast principale della webserie Sorority Forever e, dopo aver preso parte al cortometraggio di James Gunn Humanzee!, quest'ultimo le ha offerto il ruolo da protagonista nel pilota Sparky & Mikaela, prodotto assieme a Peter Safran e ispirato all'Xbox. Nel 2010 è comparsa in un ruolo minore in Super - Attento crimine!!!, sempre di Gunn, e come guest star in un episodio di How I Met Your Mother; mentre l'anno successivo in due episodi di Happy Endings e due di Anger Management.
Nel 2013, Hoover appare in ruoli minori nelle serie Due uomini e mezzo, The League e Saint George, mentre nel 2014 interpreta l'assistente di Nova Prime nel film del Marvel Cinematic Universe Guardiani della Galassia e Raziya Memarian in The Belko Experiment, rispettivamente diretto e prodotto sempre da Gunn. Negli anni successivi compare nelle serie 2 Broke Girls, The Guest Book e Lucifer, oltre che nei film The Suicide Squad - Missione suicida del DCEU, Guest House di Lionsgate e negli originali Netflix Holidate e Love Hard.
Nel 2025 interpreta Cat Grant nel primo film del DCU, Superman diretto da James Gunn e viene annunciato il suo ingresso nel cast dell'adattamento live action Netflix di One Piece nel ruolo di TonyTony Chopper a partire dalla seconda stagione.

## Filmografia

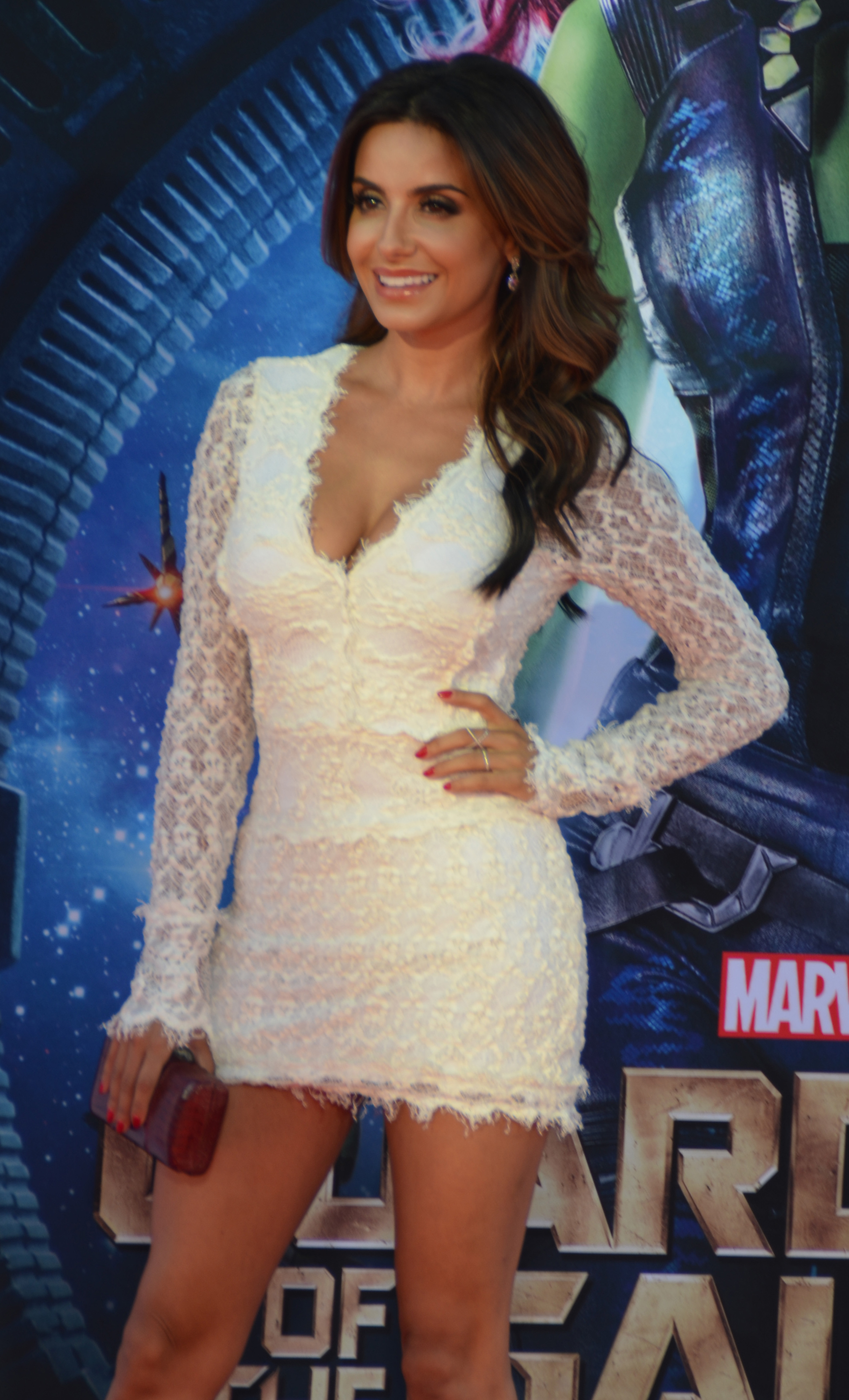
Hoover nel 2014 alla première di Guardiani della Galassia del luglio 2014.

### Cinema
- Frank qua la zampa (Frank), regia di Douglas Cheney (2007)
- Humanzee, regia di James Gunn – cortometraggio (2008)
- Lost Dream, regia di Asif Ahmed (2009)
- Super - Attento crimine!!! (Super), regia di James Gunn (2010)
- 2 Man 3 Way, regia di Tim Curcio e Nick P. Ross – cortometraggio (2011)
- Fleshlightning, regia di Brandon Dermer – cortometraggio (2011)
- Another Happy Anniversary, regia di Miranda Bailey – cortometraggio (2012)
- Back in the Day, regia di Michael Rosenbaum (2014)
- Guardiani della Galassia (Guardians of the Galaxy), regia di James Gunn (2014)
- Playing It Cool, regia di Justin Reardon (2014)
- The Belko Experiment, regia di Greg McLean (2016)
- Alexander IRL, regia di K. Asher Levin (2017)
- Blacked Out, regia di Andres Anglade – cortometraggio (2018)
- Bubble, regia di Matt Dearborn – cortometraggio (2018)
- Airplane Mode, regia di David Dinetz e Dylan Trussell (2019)
- Holidate, regia di John Whitesell (2020)
- Guest House, regia di Sam Macaroni (2020)
- The Suicide Squad - Missione suicida (The Suicide Squad), regia di James Gunn (2021)
- Love Hard, regia di Hernán Jiménez (2021)
- Guardiani della Galassia Vol. 3 (Guardians of the Galaxy Vol. 3), regia di James Gunn (2023)
- Zero Hour, regia di Justin Groetsch (2023)
- Superman, regia di James Gunn (2025)

### Televisione
- SamHas7Friends – serie TV, episodio 1x01 (2006)
- Cockpit – serie TV, 4 episodi (2008)
- Casanovas – serie TV, episodio 1x11 (2008)
- Sparky & Mikaela, regia di James Gunn – film TV (2008)
- James Gunn's PG Porn – serie TV, episodio 1x06 (2009)
- Team Unicorn – serie TV, episodio 1x01 (2010)
- How I Met Your Mother – serie TV, episodio 6x06 (2010)
- Happy Endings – serie TV, 2 episodi (2011)
- Anger Management – serie TV, 2 episodi (2012)
- Due uomini e mezzo – serie TV, episodio 10x19 (2013)
- The League – serie TV, episodio 5x03 (2013)
- Saint George – serie TV, episodio 1x01 (2014)
- Cuz-Bros, regia di Pamela Fryman – film TV (2014)
- Hide and Seek, regia di Carles Torrens – film TV (2014)
- Zombie Basement – serie TV, episodio 1x01 (2015)
- Fantasy Life, regia di Mark Cendrowski – film TV (2015)
- Typical Rick – serie TV, episodio 1x02 (2016)
- 2 Broke Girls – serie TV, 2 episodi (2017)
- The Guest Book – serie TV, episodio 1x03 (2017)
- Lucifer – serie TV, episodio 3x08 (2017)
- Duster – serie TV, 2 episodi (2023)
- One Piece – serie TV, 7 episodi (2026)

### Web
- Sorority Forever - webserie, 33 episodi (2008)

## Doppiatrici italiane
Nelle versioni in italiano delle opere in cui ha recitato, Mikaela Hoover è stata doppiata da:
- Serena Clerici in How I Met Your Mother
- Roisin Nicosia in The Belko Experiment
- Vanina Marini in Lucifer
- Federica Bomba in Holidate
- Monica Volpe in Love Hard
- Tiziana Martello in Guardiani della Galassia Vol. 3
- Mariagrazia Cerullo in Superman